# 355 Dywizja Piechoty (III Rzesza)
355 Dywizja Piechoty (niem. 355. Infanterie-Division) – niemiecka dywizja z czasów II wojny światowej, sformowana w rejonie Carcassonne na mocy rozkazu z 25 listopada 1943 roku, poza falą mobilizacyjną przez V Okręg Wojskowy.

## Struktura organizacyjna
- Struktura organizacyjna w maju 1943 roku:

866., 867. i 868. pułk grenadierów, 355. pułk artylerii, 355. batalion pionierów, 355. oddział rozpoznawczy, 355. oddział przeciwpancerny, 355. oddział łączności, 355. polowy batalion zapasowy;

## Dowódca dywizji
- Generalleutnant Dietrich Kraiß 14 V 1943 – 6 XI 1943;